# Kasernenstraße 61

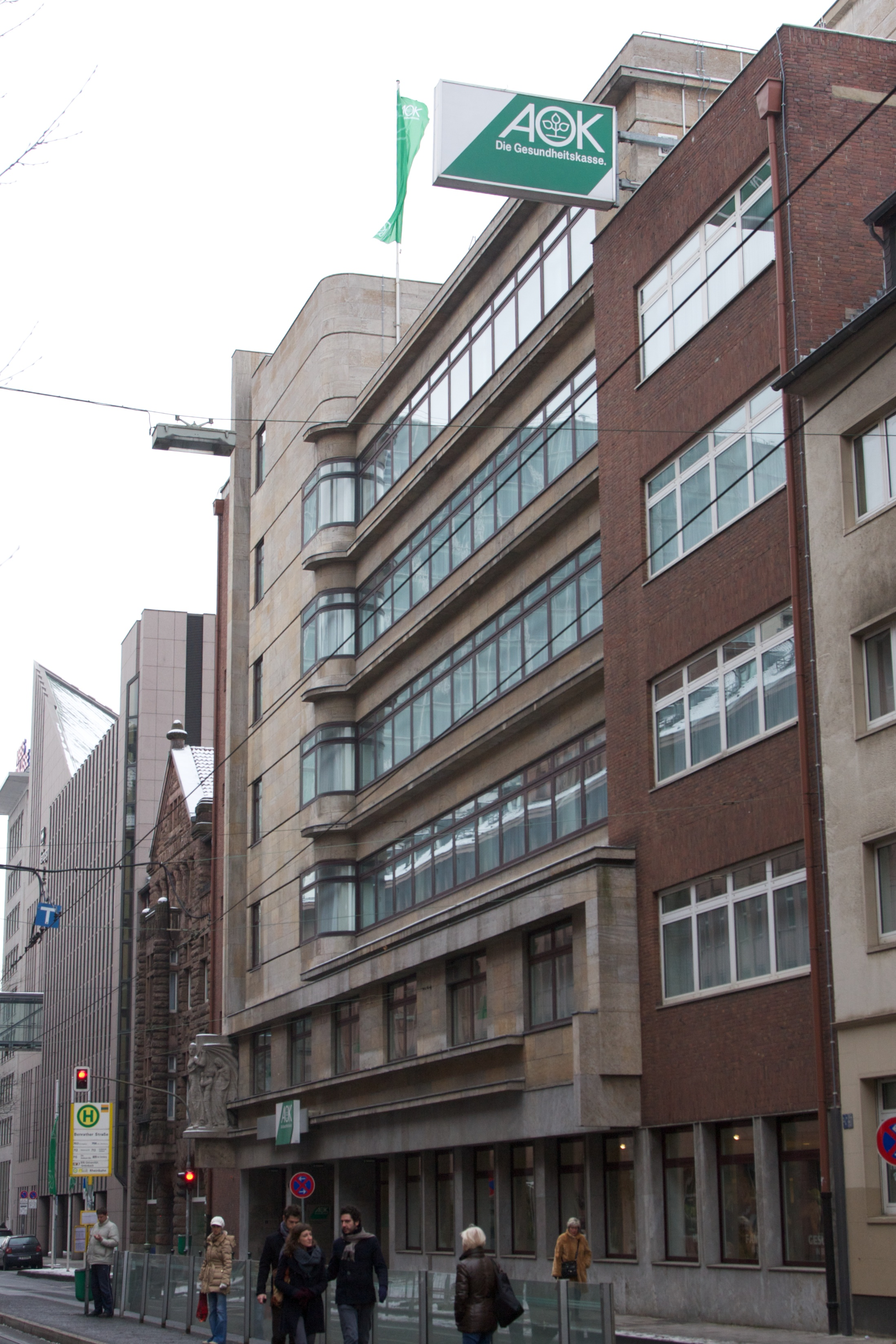
Fassade

Das Bürogebäude Kasernenstraße 61 in Düsseldorf wurde von 1928 bis 1930 nach Entwürfen von Ernst Schoeffler, Carlo Schloenbach und Carl Jacobi als Erweiterungsbau der Allgemeinen Ortskrankenkasse erbaut. Der Gebäudekomplex, bestehend aus einem fünf- und einem siebengeschossigen Gebäude, „gilt als herausragendes Beispiel für das Neue Bauen in Düsseldorf“. Das Gebäude vermeidet Monotonie, „die Fassade zeichnet sich durch ausgewogene Kontraste zwischen Werkstein und Backstein, horizontalen und vertikalen Gliederungselementen sowie geschlossenen und durchfensterten Flächen aus“. Der Bau zeigt verschiedene Fensterformen und Geschosshöhen und in der Fassade Vor- und Rücksprünge. An der Fassade findet sich im ersten Obergeschoss eine Skulptur des Düsseldorfer Bildhauers Leopold Fleischhacker.
Das Gebäude steht unter Denkmalschutz.